# Ozereanka, Baranivka
Ozereanka (în ucraineană Озерянка) este un sat în comuna Kașperivka din raionul Baranivka, regiunea Jîtomîr, Ucraina.

## Demografie
Componența lingvistică a localității Ozereanka
     Ucraineană (100%)
Conform recensământului din 2001, toată populația localității Ozereanka era vorbitoare de ucraineană (100%).